# والنتین وارلاموف
والنتین وارلاموف (به انگلیسی: Valentin Varlamov) فضانورد اهل کشور روسیه است که در ۱۵ اوت ۱۹۳۴ در سوخایا ترشکا زاده شد.